# Stokesay
Stokesay – wieś w hrabstwie Shropshire na pograniczu Anglii i Walii w Wielkiej Brytanii, mieszcząca się pomiędzy Ludlow i Craven Arms. Słowo stoke tłumaczy się jako: podległe osadnictwo lub mleczna farma, drugi człon nazwy wsi pochodzi od nazwiska rodziny Say, która przybyła w te rejony około 1105 roku.

## Stokesay Church
Church of St John the Baptist – kościół wybudowany około roku 1150 przez rodzinę Say, która przybyła wraz z Wilhelmem Zdobywcą. W roku 1646 kościół został zniszczony w trakcie wojen pomiędzy rojalistami i parlamentarzystami. Dębowe drzwi kościoła datuje się na rok 1654, a prezbiterium zostało odrestaurowane w 1664 roku.

## Stokesay Castle
Stokesay Castle – zamek mieszczący się na granicy Anglii i Walli. Wybudowany przez Lawrence’a Ludlowa (kupiec zajmujący się handlem wełny). Korzyści z zawarcia pokoju po klęsce walijskiego księcia pozwoliły kupcowi na rozbudowanie posiadłości o nawę główną i prywatne apartamenty. Zamek uniknął zniszczenia w czasie wojny domowej. W XI wieku zamek odrestaurowano, a w latach 80. XX w. English Heritage zajęło się dalszymi naprawami. Posiadłość ma raczej „domowy” charakter, dlatego minęło mnóstwo czasu zanim został nazwany zamkiem.

### Historia
Wilhelm Zdobywca mianował Rogera Montgomery hrabią Shrewsbury, w zamian za to ten oddał Stokesay jednemu z czeladników Wilhelma, i tak nowym właścicielem został Roger de Lacy. Rodzina Say zamieszkiwała zamek aż do śmierci Waltera de Lacy w 1240, zamek odziedziczył wtedy jego zięć, John de Verdon. Jeden z mieszkańców Stokesay, John de Grey, sprzedał potem posiadłość kupcowi Lawrence (był to rok 1281, w którym rozpoczęła się budowa zamku). Został on otwarty publicznie w roku 1908 i otwarty dla turystów w 1992 roku. Po śmierci ostatniego właściciela (Lady Magnus Allcroft) zamek należy do English Heritage.

### Budowa i wygląd
Z zewnątrz budynek przedstawia kombinację fortyfikacji i wygodę budynków mieszkalnych. Imponuje elegancją i siłą finansową tamtych czasów. Wzniesiony na wzgórzu i otoczony fosą, gdzie woda dochodzi z pobliskiego stawu. Wieża, w porównaniu z zamkiem, została wzniesiona na najniższym punkcie wzniesienia. Z zachodu zamek otoczony jest licznymi budynkami tworzącymi główną fasadę budowli. Na północ znajduje się kościół św. Jana Chrzciciela.